# Keeragh Islands SPA
Keeragh Islands SPA este o arie protejată (arie de protecție specială avifaunistică — SPA) din Irlanda întinsă pe o suprafață de 80 ha, integral pe uscat.

## Localizare
Centrul sitului Keeragh Islands SPA este situat la coordonatele 52°11′53″N 6°44′18″W / 52.198177°N 6.73826°V.

## Înființare
Situl Keeragh Islands SPA a fost declarat arie de protecție specială avifaunistică în decembrie 2004 pentru a proteja 1 specie de animale.

## Biodiversitate
Situată în ecoregiunea atlantică, aria protejată nu include niciun habitat protejat.
La baza desemnării sitului se află o specie protejată de  păsări: cormoran mare (Phalacrocorax carbo).